# تسورو موريموتو
تسورو موريموتو (森本 鶴) (مواليد 9 نوفمبر 1970)، هي لاعبة كرة قدم كانت تلعب كمهاجم. ولعبت مع منتخب اليابان لكرة القدم للسيدات.

## وصلات خارجية
- تسورو موريموتو على موقع الاتحاد الدولي (مؤرشف)  (الإنجليزية)
- تسورو موريموتو على موقع Soccerway.com (الإنجليزية)
- تسورو موريموتو على موقع عالم كرة القدم.نت (الإنجليزية)